# 库拉索政党列表
库拉索政党列表列举了库拉索国的主要政党。库拉索国是荷兰王国的构成国，位于中美洲的加勒比海地区；是原荷属安的列斯的一部分。
库拉索国是一个多党制国家，其国内拥有多个政党。通常情况下，没有任何一个政党可以在库拉索议会获得单独组阁的多数席位，因此需要由多个政党组建联合政府。

## 主要政党
- C93

- 民主党

- 向上库拉索

- 人民十字军工党

- 全国人民党

- 绝不后退连线（Lista Niun Paso Atras）

- 新安的列斯运动党

- 真另类党

- 主权人民